# Принсипе де Астуриас (линейный корабль, 1794)
При́нсипе де Асту́риас (исп. SCMB Príncipe de Asturias) — испанский трёхпалубный 112-пушечным линейный корабль 1-го ранга, названный в честь молодого короля Фердинанда VII, уцелевшего старшего сына Карла IV, короля Испании, впоследствии наследника престола Принца Астурийского. Был построен в Гаване в 1794 году по чертежам Хосе Ромеро и Ланда и спущен на воду 28 января 1794. При постройке корабля использовались лучшие породы древесины, что позволило добиться впечатляющих характеристик и внешности.
17 мая 1795 года корабль прибыл в Кадис, сопровождая ценный конвой. В 1797 году он приобрел нового капитана — Антонио де Эсканьо и был послан как часть эскадры под командование генерала Хосе де Кордова для сопровождения другого каравана. После завершения этой миссии, незадолго до достижения Кадиса, эскадра была настигнута внезапно появившемся штормом. Затем у мыса Сент-Винсент встретила Британскую эскадру. В ходе боя 14 февраля 1797 года потерял 10 человек убитыми и 19 ранеными.

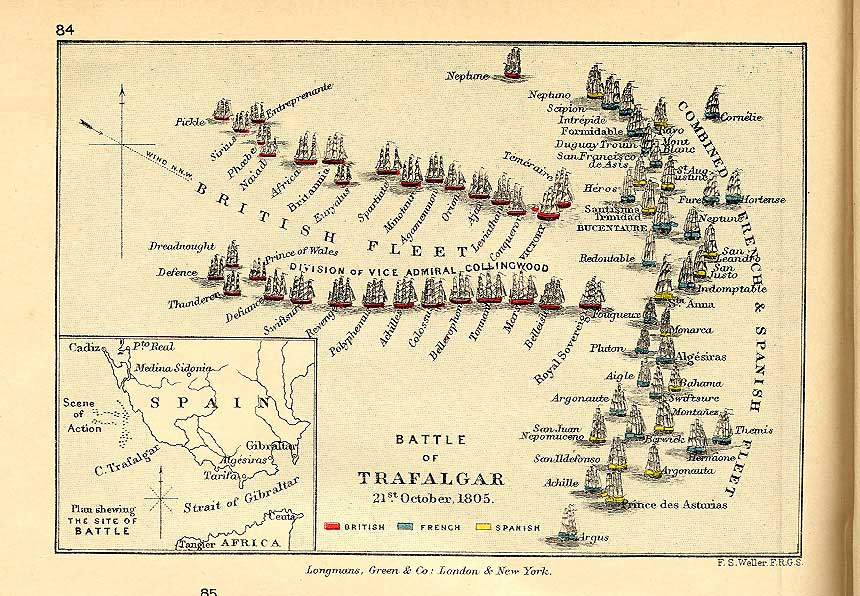

 В Трафальгарском сражении он ходил под командованием Рафаэля де Хора (Rafael de Hore), составляя часть испано-французской эскадры адмирала Федерико Гравины, который умер в следующем году от раны, которую он получил во время сражения. Судно потеряло 50 человек убитыми и 110 раненными. После битвы корабль была отбуксирован французским фрегатом «Темис» в порт Рота, а затем прошёл капитальный ремонт в Кадисе. После этого линкор воевал в Перинейской войне. В сентябре 1810 «Принсипе де Астуриас» и «Санта Ана» пересекли Атлантический океан и прибыли в Гавану, чтобы избежать захвата французами. В 1814 году он ударился о скалу и был списан в 1817 году.